# Brett Weston
Brett Weston (16 de diciembre de 1911 - 22 de enero de 1993) fue un fotógrafo estadounidense.
Hijo de Edward Weston comenzó a trabajar con su padre desde su adolescencia cuando vivían en México, encargándose sobre todo del trabajo en el cuarto oscuro. Realizó su primera exposición en la galería Jake Zeitlin en 1927 y dos años después participó en la exposición Film und Foto de Stuttgart. En 1932 hizo una exposición individual en el Museo de Young en San Francisco y ese mismo año estuvo presente en la primera exposición del grupo f/64 aunque no pertenecía al grupo.
Entre 1941 y 1942 trabajo como fotógrafo para la North American Aviation y la Douglas Aircraft. Al finalizar la Segunda Guerra Mundial recibió una beca Guggenheim. En 1952 se dedicó a positivar el álbum de su padre 50th Anniversary Portafolio del que se hicieron 105 copias contando con la ayuda de su hermano Cole y su esposa Dody.
Aunque se dedicaba al retrato como forma de ganarse la vida, su obra personal trata el tema de los paisajes y la naturaleza con composiciones que se aproximan a lo abstracto. Fue colaborador de la revista US Camera y realizó diversas publicaciones. En 1975 realizó una gran exposición itinerante con el título de Fithty Years in Photography.
Con 80 años decidió destruir todos sus negativos y residió en Hawái hasta su fallecimiento.